# Lampona davies
Lampona davies là một loài nhện trong họ Lamponidae. Loài này được phát hiện ở Queensland.